# Maria Klawe
Maria Margaret Klawe (Ontario, Canadá, 1951) es una informática canadiense-estadounidense y la quinta presidenta del Harvey Mudd College (desde el 1 de julio de 2006). Nacida en Toronto en 1951, se convirtió en ciudadana naturalizada de Estados Unidos en 2009. Anteriormente fue decana de la Escuela de Ingeniería y Ciencias Aplicadas de la Universidad de Princeton.

## Biografía
Klawe nació en Toronto, Ontario, pero vivió en Escocia desde los 4 hasta los 12 años, y luego regresó a Canadá, viviendo con su familia en Edmonton, Alberta. Estudió en la Universidad de Alberta, pero la abandonó para viajar por el mundo y regresó para obtener su B.Sc. en 1973. Se quedó en Alberta para realizar sus estudios de posgrado, y en 1977 obtuvo su Ph.D. en matemáticas. Se unió a la facultad de matemáticas en la Universidad de Oakland como profesora asistente en 1977, pero solo se quedó durante un año. Comenzó un segundo doctorado, en ciencias de la computación, en la Universidad de Toronto, pero se le ofreció un puesto de docente allí antes de completar el grado. Cuando tomó la decisión de obtener un doctorado en ciencias de la computación, nunca antes había estudiado el tema, y no había muchas clases de pregrado en ese momento, por lo que se matriculó en cursos de nivel superior y estudió alrededor de 16 horas al día para hacerlo bien. Pasó ocho años en la industria, sirviendo en el Almaden Research Center de IBM en San José, California, primero como investigadora científica, luego como gerente del Discrete Mathematics Group y gerente del Departamento de Matemáticas y Ciencias de la Computación. Ella y su esposo, Nick Pippenger se mudaron a la Universidad de la  Columbia Británica, donde permaneció durante 15 años y se desempeñó como jefa del Departamento de Ciencias de la Computación de 1988 a 1995, vicepresidenta de servicios estudiantiles y académicos de 1995 a 1998, y decana de la ciencia desde 1998 hasta 2002. Desde la UBC se mudó a Princeton y luego al Harvey Mudd College, donde es la primera mujer en ser presidenta. Cuando llegó a Mudd, solo el 30% de los estudiantes y profesores eran mujeres. Hoy, alrededor del 45% de los estudiantes y más del 40% de la facultad son mujeres. Se convirtió en ciudadana de los Estados Unidos el 29 de enero de 2009. Más tarde en 2009, se unió a la junta directiva de la Microsoft Corporation.

## Premios y honores
Fue admitida como miembra de la Association for Computing Machinery en 1996, miembra fundadora de la Canadian Information Processing Society en 2006, miembra de la Academia Estadounidense de las Artes y las Ciencias en 2009, y un compañero de la Sociedad Matemática Americana, en 2012.
Ha recibido doctorados honorarios por la Universidad Politécnica Ryerson  en 2001, la Universidad de Waterloo en 2003, la Universidad de Queen en 2004, la Universidad de Dalhousie en 2005, la Universidad de Acadia en 2006, la Universidad de Alberta en 2007, la Universidad de Ottawa en 2008, la Universidad de Columbia Británica en 2010 y la Universidad de Toronto en 2015.
Fue la ganadora del Premio Mujer 2014 de Liderazgo ABIE por el Instituto Anita Borg.
También se desempeñó como presidenta de la Association for Computing Machinery entre 2002 y 2004, y en 2004 ganó su premio A. Nico Habermann.

## Investigación
Algunos de los trabajos de investigación mejor citados de Klawe se refieren a algoritmos para resolver problemas de optimización geométrica, elección de líder distribuido, y el problema de galería de arte, y estudios de los efectos del género en el juego electrónico. Fundó el Proyecto Afasia, una colaboración entre UBC y Princeton para estudiar la afasia y desarrollar ayudas cognitivas para las personas que la padecen, después de que su amiga Anita Borg desarrollara cáncer cerebral.

## Apoyo a las mujeres técnicas
Ha estado muy involucrada con el aumento de la representación de las mujeres en los campos de STEM. Mientras Klawe era la decana de la UBC, se convirtió en la presidenta de NSERC-IBM para Mujeres en Ciencia e Ingeniería. Estaba a cargo de aumentar la participación femenina en ciencia e ingeniería. Durante sus cinco años como presidenta, aumentó el número de mujeres en las carreras de ciencias de la computación del 16% al 27% y aumentó el número de profesoras de ciencias de la computación de 2 a 7. En 1991, junto con Nancy Leveson, fundó la CRA-W (The Computing Comité de la Asociación de Investigación sobre el Estado de la Mujer en la Investigación de la Computación) y fue su primer copresidente. También fue amiga personal de Anita Borg y se desempeñó como presidenta de la Junta de Fideicomisarios del Instituto Anita Borg para Mujeres y Tecnología desde 1996 hasta 2011. Klawe fue una gran defensora de la negociación salarial de las mujeres, en desacuerdo con la CEO de Microsoft, Satya Nadella, cuando dijo: "No se trata de pedir un aumento, sino de saber y tener fe de que el sistema te dará el aumento correcto. Eso podría ser uno de los 'súper poderes' iniciales, que francamente, las mujeres (que) no piden un aumento tienen. Es un buen karma. Volverá ".
Klawe cree que las mujeres deberían tomar un curso de informática básica durante su primer año en la universidad, que se enfoque en retratar el campo como divertido y atractivo, en lugar de tratar de convencer a las mujeres para que se queden. Ella cree que si los cursos de programación se toman a nivel de escuela media, entonces tienen otros cuatro años de escuela secundaria para que la presión de grupo las desinterese nuevamente ". Ella atribuye la falta de mujeres en los campos técnicos a como los medios retratan a las mismas. En una entrevista con la PBS, explica cómo los programas de televisión en la década de 1970 mostraban hombres junto con mujeres que tenían carreras exitosas, como médicos o abogados, y que causaron que el número de mujeres que ingresaban en medicina se disparara. Enfatiza que los cursos introductorios ofrecidos deben presentarse en un ambiente de resolución de problemas, no competitivo, donde unos pocos hombres dominan la conversación. Cree que la "cultura de la testosterona" impide que las mujeres continúen sus estudios técnicos, porque los hombres que saben todo asustan a cualquiera que esté tratando de aprender. Actualmente, Klawe está trabajando para ayudar a los estudiantes de biología a aprender informática trabajando con la UCSD para crear un curso de biología temático de introducción a las ciencias de la computación. Otro proyecto en el que está trabajando es un curso en línea llamado MOOC dirigido a estudiantes de 10º grado.